# خالدة سعيد
خالدة سعيد كاتبة وناقدة وأكاديمية لبنانية من أصل سوري. تعدّ من المساهمين الفاعلين في حركة الحداثة الأدبية العربية منذ بداياتها عبر دورها النشط في «خميس مجلة شعر» البيروتية، وكتاباتها المقالات النقدية في هذه المجلة، بدءًا من العدد الثاني من صدورها في العام 1957. وقد أطلقت عليها صحيفة النهار اللبنانية لقب «أيقونة النقد العربي الحديث في بلادنا». ووصفتها جريدة الحياة اللندنية بـ««شاعرة» النقد العربي».
لخالدة العديد من الكتب والترجمات والمقالات والدراسات والأبحاث في مجال النقد الأدبي، فضلاً عن ممارستها التعليم العالي في كلية الآداب في الجامعة اللبنانية لحين تقاعدها.

## بدايات
ولدت خالدة صالح (سعيد) في سوريا، درست الأدب العربي في دمشق، ومن ثمّ في الجامعة اللبنانية في بيروت، وحازت شهادة الدكتوراه في الأدب من جامعة السوربون في فرنسا. درّست في عدة مدارس ثانوية في لبنان، قبل أن تنتقل للتفرغ في التعليم في الجامعة اللبنانية، وذلك بين عامي (1958 و1996). وبعد تقاعدها من التعليم، تتنقل بين قرية قصابين السورية، وبيروت، وفرنسا.
هي زوجة الشاعر والمفكر السوري أدونيس، وابنتها الرسامة التشكيلية والكاتبة نينار، وهي شقيقة الممثلة مها الصالح والشاعرة سنية صالح زوجة الشاعر والكاتب السوري محمد الماغوط.
كتبت في بداياتها بعض المقالات باسم: خزامى صبري، ويبدو أنها اختارت هذا الاسم المستعار هربًا من الشهرة والأضواء، وقناعةً منها أن مواكبة ثورة «شعر» تفترض الكثير من المراس والدربة. ومنذ العام 1959 دأبت على توقيع مقالاتها باسمها الحقيقي، وكان من أبرز ما كتبته حينذاك مقالتها الفريدة عن ديوان «لن» للشاعر أنسي الحاج الذي كان في مقتبل حياته الشعرية. «حمل هذا المقال قضية الديوان بحماسة، وألقى ضوءًا ساطعًا على شعريته الفريدة، وجماليته المتشنجة، وهو ما برح يُقرأ بشغفٍ مثله مثل الكثير من مقالات خزامى أو خالدة».

### مجلة شعر ومشوار الكتابة النقدية
ظهرت كتابات خالدة سعيد النقدية، في مقالات نشرتها في مجلة شعر في عددها الثاني في العام 1957، تحت اسم «خزامى صبري»، وكانت من المساهمين الفاعلين في «خميس مجلة شعر» أيضًا، إذ كانت تعقد لقاءاتها الأدبية في بيروت. وفي هذه اللقاءات كانت تتوطد علاقاتها الفكرية والثقافية بالشعراء أمثال: يوسف الخال وأدونيس اللذان فتحا لها أبواب المجلة، كناقدة تواكب الحركة الشعرية الحديثة، كما تعرفت إلى محمد الماغوط وأنسي الحاج وشوقي أبي شقرا وفؤاد رفقة وعصام محفوظ ونذير العظمة وغيرهم.
اتسمت كتاباتها الأولى بالجدّة والاختلاف، «قراءة عمادها الوعي والحدس في آن واحد». وعندما صدر العدد الثالث من مجلة شعر (صيف 57) فوجئ القرّاء بها تكتب عن ديوان نازك الملائكة «قرارة الموجة» مركّزة على مفهوم الإيقاع لديها الذي لم ينجُ من الرتابة، وعلى الموضوعات الوجدانية التي شغلتها. كانت «خزامى صبري» (خالدة سعيد)، كما عرّفت بها المجلّة، ناقدة سورية شابة تقيم في دمشق وتدرس الأدب العربي. هذا كل ما عرف عنها القراء الذين تابعوا أيضاً مقالتها الجديدة في العدد الرابع (خريف 57) وكانت عن ديوان «وجدتها» للشاعرة الفلسطينية فدوى طوقان. ولم تمضِ بضعة أشهر حتى نشرت مقالة عن ديوان خليل حاوي «البعث والرماد» (شتاء 58) ثم مقالة عن ديوان محمد الماغوط «حزن في ضوء القمر» (صيف 59). «كان هذا آخر مقال يحمل هذا التوقيع في مجلة «شعر»، ولعله لا يزال حتى الآن من أعمق المقالات التي تناولت ديوان الشاعر الذي جاء الحداثة فطرياً أو غريزياً».

## نشاطها الثقافي والأدبي
عرفت خالدة سعيد عن كثب معظم الشعراء العرب المعاصرين، وبخاصة الطليعيين منهم، ممن واظبوا اللقاء في منزلها، خلال خميس مجلة شعر في بيروت، فهي المرأة المثقفة التي برزت موهبتها النقدية باكرًا، منذ صدور كتابها النقدي «البحث عن الجذور»، عن دار مجلة شعر (1960)، و«حركية الإبداع» (1982)، مرورًا بعشرات المقدمات التي كتبتها للكثير من الدراسات والموسوعات الفكرية، فضلاً عن ترجمتها لكتاب والس فاولي «عصر السريالية»، ثم ترجمتها لمختارات من قصص إدغار آلن بو، وإعدادها، كتاب: الأعمال الكاملة لسنية صالح، الذي قدمت فيه قصائد ومقالات وقصصًا منسية لسنية، تُنشر للمرة الأولى، ثم «في البدء كان المثنى» (2009)، و«فيض المعنى».
ولا تزال خالدة منذ أكثر من نصف قرن، تمارس فعل الكتابة والنقد، وقد واكبت نقديًّا أيضًا، أعمال الشعراء: محمود درويش وعباس بيضون، وعبد المنعم رمضان، ووديع سعادة، وأمجد ناصر وكثر غيرهم.

## قيل فيها

### القارئة الاستثنائية للقصيدة
كتب الصحافي عابد إسماعيل في جريدة الحياة عن خالدة سعيد: 
«خالدة سعيد، الحصيفة، المثقفة، الأقدر على تحليل سيكولوجيا العلاقة الملتبسة بين المبدع ونصّه، وبين المبدع وعصره، والمؤرّخة الأدبية الشغوفة بالمسرح، والقارئة الاستثنائية للقصيدة، التي لم تستطع شهرة زوجها، الشاعر الكبير أدونيس، أن تحجب حضورها، هي المثقفة الطليعية التي شهدت أهم تحولات الثقافة العربية خلال النصف الثاني من القرن العشرين، وشاركت بفاعلية كبيرة في كل نقاشات مجلة «شعر»، إلى جانب يوسف الخال وأنسي الحاج وخليل حاوي وشوقي أبي شقرا وعصام محفوظ وخليل حاوي وسواهم».

### «مشروع نقدي متكامل»
وكتب الصحافي خليل صويلح عن كتابيها الجديدين: «جرح المعنى»، و«أفق المعنى» (دار الساقي 2017): 
تستكمل خالدة سعيد قراءاتها في المدوّنة العربية شعرًا ونثرًا، فتتوقف في الأول عند تجربة رفيق دربها أدونيس في كتابه «مفرد بصيغة الجمع». وفقاً لما تقوله في المقدمة: «في هذا النصّ، ينزل المقدَّسُ إلى التجربة، يحضر التاريخُ في اليوميّ، ينهضُ اليوميّ إلى المتعالي...كأنّ هذا النصّ رحلةٌ في الجرح فانبثاق من اللجّ... كمن اخترق عاصفةً سحريَّة وخرج منها بتجربة لا تُترجَم ولا توصف؛ تجربة بلا عبرة غير خسران اليقين بالسكون والثبات...».

بينما ترصد في كتابها الثاني عددًا من «التحولات الفكرية والنصية الفنية التي حفّزها وعيُ التغيّر، والمفارقات التي واجهت الرؤية الحديثة والموقف الحديث في الأدب العربي المعاصر، سواء منه الشعريّ أم النثريّ، من جبران خليل جبران وبدر شاكر السياب، ويوسف الخال، إلى نازك الملائكة ومحمد الماغوط، وأبو القاسم الشابي ومحمود درويش...».
ينبغي إذًا، أن ننظر إلى اشتغالات خالدة سعيد بوصفها مشروعًا نقديًّا متكاملاً، بخرائط وعتبات تدور في فلك المعنى المضمر للنص الإبداعي، في سكة موازية، نظريًّا وتطبيقيًّا.

## مؤلفاتها
لخالدة سعيد مؤلفات عدة في النقد الأدبي والمسرح والترجمة وقضايا المرأة، منها:
- البحث عن الجذور، دار مجلة شعر، بيروت، 1960.
- حركيّة الإبداع، دار الفكر، ودار العودة بيروت، 1982.
- الحركة المسرحية في لبنان 1960-1975، لجنة المسرح العربي، 1998. (وقد أمضت نحو خمسة أعوام في إعداده وتأليفه، ويعدّ من المراجع النقدية المهمة التي تؤرّخ لحقبة مفصلية في تاريخ المسرح اللبناني الحديث).
- المرأة التحرر الإبداع[13]، جامعة الأمم المتحدة، 1991
- الاستعارة الكبرى في شعرية المسرح، دار الآداب، 2007.
- في البدء كان المثنى، دار الساقي، 2009. تناولت فيه تجارب مبدعات عربيات في ميادين متعددة، كالشعر والرواية والنقد والرسم والنحت.
- منير أبو دبس والحركة المسرحية في لبنان، دار نلسن، 2011
- يوتوبيا المدينة المثقفة، دار الساقي 2012
- جرح المعنى: قراءة في كتاب «مفرد بصيغة الجمع» لأدونيس[14]، وأفق المعنى، عن دار الساقي 2017

### كتب مشتركة
لها بالاشتراك مع الشاعر أدونيس، ستّة كتب حول عصر النهضة:
1. ديوان النهضة.
2. عبد الرحمن الكواكبي، دار العلم للملايين، 1982.
3. الشيخ الإمام محمد بن عبد الوهاب، دار العلم للملايين، 1983.
4. الإمام محمد عبده، دار العلم للملايين، 1983.
5. الشيخ محمد رشيد رضا، دار العلم للملايين، 1983.
6. الشاعر جميل صدقي الزهاوي، دار العلم للملايين،1983.
7. الشاعر أحمد شوقي، دار العلم للملايين، 1983.

### كتب مترجمة
- مغامرات وأسرار إدغار ألن بو، مكتبة التحرير، 1980.

## ينظر أيضًا
- خالدة سعيد: تغور في «جرح المعنى»
- خالدة سعيد الشاهدة على تحولات الثقافة العربية المعاصرة
- خالدة سعيد... من «جرح المعنى» إلى مطلق الدلالة
- محمد الماغوط: البدويّ المشعّث
- جناية الشاعر النرجسي على المرأة الشاعرة